# Utwory Wiery Gran
Utwory Wiery Gran
Wiera Gran (1916-2007) – polska piosenkarka, wykonywała piosenki w języku polskim, francuskim i nagrała około 20 płyt w okresie międzywojennym dla firm Syrena Record oraz kilka płyt dla firm Odeon, Westminster, Ducretet-Thompson, Ballada i Sogena w okresie powojennym. Poniżej znajduje się uporządkowana lista większości jej utworów. Płyty firmy Syrena Record zostały skatalogowane przez Tomasza Lerskiego. Płyta Legendarna Wiera Gran 1916-2007 (Polskie Nagrania) została opracowana przez Jerzego Płaczkiewicza. Przed wojną nagrała około 28 płyt i około 60 piosenek.

## Dyskografia

### Maj-czerwiec 1934
Orkiestra gitar hawajskich. Dyrygenci Wiktor Tychowski i Mieczysław Wróblewski. Refreny śpiewa Sylvia Green.
- Valse Fantastique (walc z teatru Cyganeria); (Zdzisław Górzyński – Julian Tuwim pseudonim Olden); Syrena Electro 7968.
- Nikt nie umie kochać tak jak ty (tango); (Mieczysław Wróblewski – Jerzy Nel); Syrena Electro 7968.
- Nie kocham cię (tango); (Wiktor Tychowski – Jerzy Nel); Syrena Electro 7968.
- Żebyś ty mnie zrozumiał (tango); (Mieczysław Wróblewski – Jerzy Nel); Syrena Electro 7969.

Orkiestra gitar hawajskich. Dyrygenci: Wiktor Tychowski i Mieczysław Wróblewski.
- Nie gniewaj się (tango); Syrena Electro 7970.

Orkiestra taneczna towarzystwa Syrena Record. Dyrygent Henryk Wars. Refreny śpiewa Sylvia Green.
- Kto to wie (tango); (B. Telo – Rald); Syrena Electro 7973.
- W płomiennym tangu (tango); (A. Werner – Kazimierz Chrzanowski); Syrena Electro 7973.

Orkiestra gitar hawajskich. Dyrygenci Wiktor Tychowski i Mieczysław Wróblewski. Refreny śpiewa: Sylvia Green.
- Grzech (tango z teatru Jidisze Bande oraz kino-rewii Colliseum); (Dawid Bajgelman – Walery Jastrzębiec-Rudnicki); Syrena Electro 7974.
- Nie dręcz (tango); Józef Zuck – Jerzy Nel; Syrena Electro 7974.
- Nigdy cię nie zapomnę, tango z operetki Polowanie na lamparta z Teatru 8.30; (Stanisław Fereszko – Julian Krzewiński, Leopold Brodziński); Syrena Electro 7975.
- Już wiem Boston z filmu Parada Rezerwistów; Władysław Daniłowski pseudonim W Dan – Jan Brzechwa pseudonim Szerszeń, Emanuel Schlechter; Syrena Electro 7975.

### Styczeń 1935
Orkestra Taneczna Syrena Record. Dyrygent Iwo Wesby. Refreny śpiewa Wiera Gran.
- W hawajską noc, Jig-Foxtrot z filmu Czarna Perła; (Henryk Wars – Konrad Tom, Emanuel Schlechter); Syrena Electro 8273.
- Dla ciebie chcę być białą, Jig-Foxtrot z filmu Czarna Perła; (Henryk Wars – Konrad Tom, Emanuel Schlechter); Syrena Electro 8273.
- Daj mi tylko jedną noc (tango); (Szymon Kataszek – Aleksander Jellin, pseudonim A Jelin); Syrena Electro 8274.
- Carioca. Nowy taniec. Fox-rumba z filmu Carioca (ang. Flying down to Rio); (Vincent Youmans – Tymoteusz Ortym, pseudonim Meteor); Syrena Electro 8274.
- Wszystko już wiem (tango); (muzyka i słowa Zygmunt Wiehler); Syrena Electro 8275.
- Panama. (Fox-rumba); (Lamprecht, Lynn Marie Dolin – Andrzej Włast); Syrena Electro 9275.

### Lipiec-sierpień 1935
- Czy ty pamiętasz maleńką kawiarenkę (tango), (Wiktor Krupiński – Tymoteusz Ortym); Syrena Electro 8434.
- Odeszłaś jak sen (tango), (Michał Fereszko – Aleksander Jellin, pseudonim O. Org); Syrena Electro 8434.

### Luty 1935
Wiera Gran. Śpiew z akompaniamentem orkiestry Syrena Record.
- Gigolo i gigolette O tobie mogę tylko marzyć. Slowfox z filmu Moulin rouge; (Henry Warren – Tymoteusz Ortym, pseudonim Meteor); Syrena Electro 9407.
- Orchidea. Tango z filmu Carioca (Flying down to Rio); (Vincent Youmans – Jerzy Ryba, pseudonim Jerry); Syrena Electro 9407.
- Deszcz. Ole faithfull. Melodia jesieni. Slowfox z teatru Stara Banda; (Michael Carr, Jimmy Kennedy – Emanuel Schlechter); Syrena Electro 9408.
- Ty jeszcze wrócisz do mnie (tango); (Julian Front, Stanisław Fereszko – Aleksander Jellin, Aleksander Połonski); Syrena Electro 9408.
- Serce. Tango z filmu Świat się śmieje; (Izaak Dunajewski – Tymoteusz Ortym); Syrena Electro 9409.
- Do widzenia!. Tango pożegnalne; Syrena Electro 9409.
- Tak smutno mi bez ciebie, Czarna melancholia. Tango; (Alfred Scher – Aleksander Jellin); Syrena Electro 9410.
- Daruj mi tę noc (tango); (Zygmunt Lewandowski – B. Końskowolski, pseudonim); Syrena Electro 9410.

### Luty-marzec 1936
Akompaniament na skrzypcach Henryk Gold, przy fortepianie Stanisław Fereszko.
- Poznałam (slowfox); (Irving Kahal,Fain-Sewer (Seweryn Mendelson)); Syrena Electro 9630.
- Kiedy z tobą tańczę przytulona (slowfox); (Julian Front, Stanisław Fereszko – Sewer (Seweryn Mendelson)); Syrena Electro 9630.
- Cichy kąt (piosenka); (Irving Kahal, Fain-Sewer (Seweryn Mendelson)); Syrena Electro 9631.
- Jeszcze raz (tango); (Stanisław Fereszko-Julian Krzewiński, Leopold Brodziński); Syrena Electro 9631.

### Wrzesień 1935
Orkiestra taneczna Syrena Rekord. Refereny śpiewa Wiera Gran.
- Biała noc (walc hawajski); (Władysław Eiger – Zenon Friedwald); Syrena Electro 8520.
- Niechby się świat zawalił (walc angielski), (Karscher – Marian Hemar); Syrena Electro 8520.
- Odkąd cie znam (slowfox); (Shelton, Harry Brooks – Zenon Friedwald); Syrena Electro 8521.
- Nad kołyską (tango-pieśń); (Alfred Scher – Zenon Friedwald); Syrena Electro 8521.

W walcach angielskich Niechby się świat zawalił i Biała Noc, przy akompaniamencie tej samej orkiestry z gitarą śpiewa refreny Wiera Gran. Wielka szkoda, że ten rzadki głos (kontralt) i tak ładny w naturze, tyle traci na płycie. Może jest za niski, lub za blisko mikrofonu ustawiony. W Białej nocy ślicznie brzmi wibrafon.
Zupełnie inny charakter ma gitara hawajska w pełnym życia slowfoxie Odkąd cię znam. Krótkie, urywane znaki zapytania i wykrzykniki, nadają gitarze odcień humorystyczny. Za to w tangu Kołysanka gitara jest w swoim żywiole – jej monotonne dźwięki działałyby usypiająco, gdyby nie zbyt ponury timbre głosu Wiery Green. Lepiej, aby małe dzieci nie słuchały przed nocą, mogą mieć złe sny. Dorosłym się nic nie stanie.

### Maj 1936
Wiera Gran. Przy fortepianie Stanisław Fereszko.
- Księżyc. Piosenka-slowfox, wykonuje duet; (Stanisław Fereszko – Sewer (Seweryn Mendelson)); Syrena Electro 9673.
- Nie pytaj mnie! (piosenka); (Reginald Dixon, Ellie Wrubel – Sewer (Seweryn Mendelson)); Syrena Electro 9673.
- Dziś kocham tylko ciebie! (slowfox); (E. Kurc (Eddie Courts) – Sewer (Seweryn Mendelson)); Syrena Electro 9674.
- Kochałam ciebie (piosenka); (Calmar, Ruby – Sewer (Seweryn Mendelson)); Syrena Electro 9674.

### Grudzień 1936 – styczeń 1937
Akompaniament na fortepianie Stanisław Fereszko.
- Bez śladu. Twa wielka miłość minie (tango); (Jerzy Petersburski – Wacław Stępień); Syrena Electro 9795. Nagranie elektryczne.
- Gdy odejdziesz (tango); (Stanisław Fereszko – Józef Lipski); Syrena Electro 9795. Nagranie elektryczne.
- Powiedz sam! (slowfox); (Stanisław Fereszko – Józef Lipski); Syrena Electro 9796.
- Wielki błąd (slowfox); (Michał Brajtman – Józef Lipski, Władysław Szlengel); Syrena Electro 9796.
- Gdy serce mówi: tak (tango); (Stanisław Fereszko – Seweryn Mendelson); Syrena Electro 9797.
- Samotność. Czy ty znasz wielki ból samotności? (walc angielski); (muz. i słowa Alfred Schütz); Syrena Electro 9797.
- Za rok, za dwa. Slowfox z filmu Podwórka Warszawy; (Stanisław Fereszko – Józef Lipski, Władysław Szlengel); Syrena Electro 9798.
- Ja nie jestem taka! (foxtrot); (Eddie Courts – Seweryn Mendelson); Syrena Electro 9798.

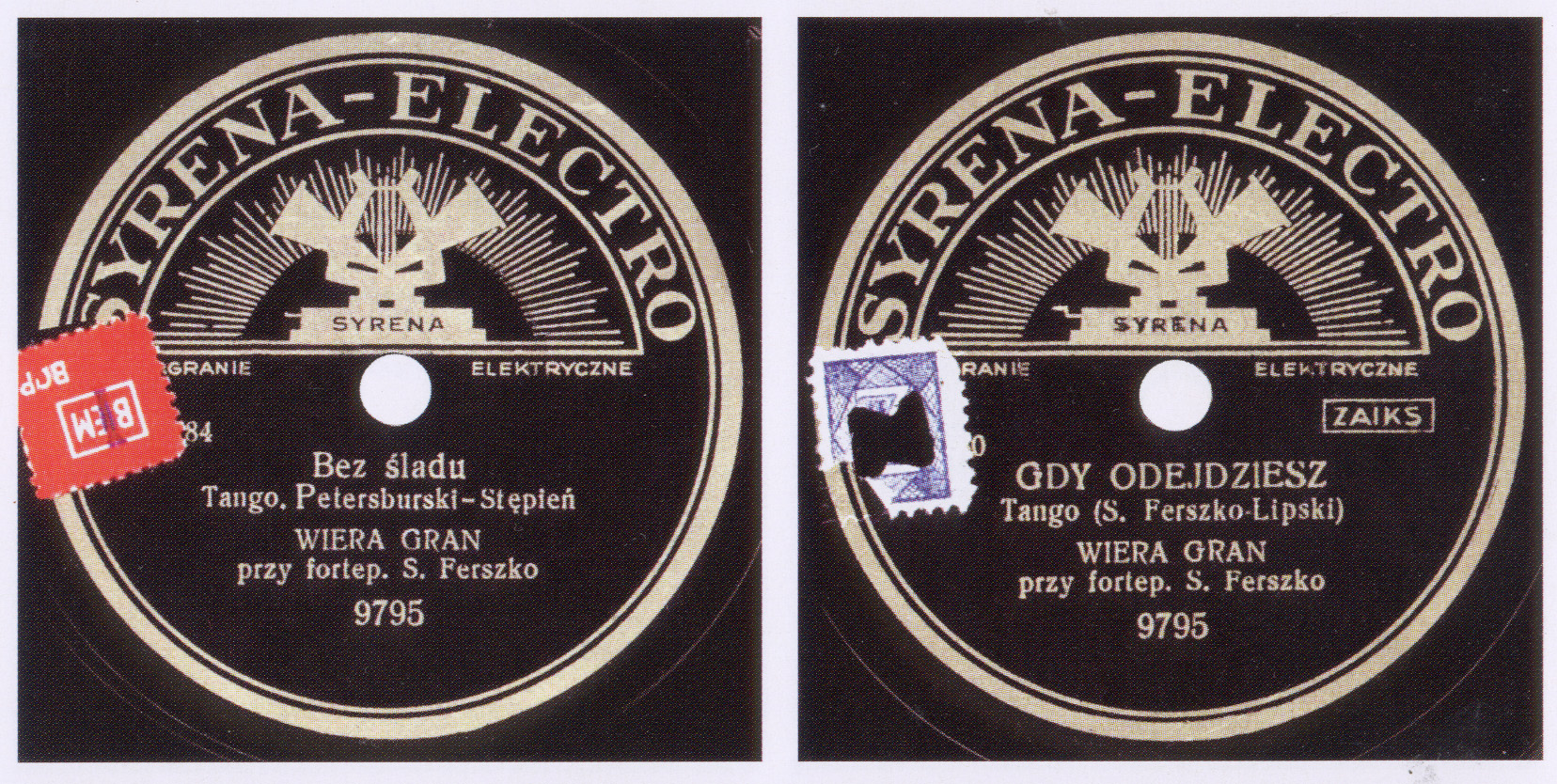
Informacja z płyty Wiery Gran 9795 z 1936-1937 roku

Główna atrakcja Paradisu, Wiera Gran, naśpiewała kilka piosenek sentymentalnych, przeważnie układu zdolnego, młodego kompozytora, Stanisława Fereszki. Głos Wiery Gran nabrał dużo uczucia, jakby się jeszcze pogłębił i tylko niektóre tony brzmią nienaturalnie i niepewnie. Piosenki, jak: Gdy odejdziesz, Bez śladu, Za rok, za dwa, znalazły w Wierze Gran doskonałą interpretację. Słowa Stępnia, Lipskiego i innych, chwilami zupełnie niebanalne.

### Marzec 1937
- Tak mi ciebie brak! (piosenka); (Stanisław Fereszko-Seweryn Mendelson); Syrena Electro 9879.
- Pamiątka (List) (piosenka sentymentalna, muzyka Edward Kurtz słowa na podstawie pomysłu Wiery Gran napisana wspólnie z Sewerynem Mendelsonem (pseudonim Sewer)); Syrena Electro 9879.

(Edward Kurtz) Na studia wyjechałem do Francji, było to w roku 1939, tak, pół wieku temu; pięć miesięcy w podchorążówce w Polskim Wojsku we Francji, jako młody podporucznik prowadziłem mój pluton na ćwiczenia do rytmu i słów Listu. Jakimś cudem wszyscy w moim plutonie i w innych znali List i jak nie w polu to w kantynie, po ćwiczeniach, przy piwie prosili, bym go grywał na rozstrojonym pianinie. Wielu ze słuchaczy miało łzy w oczach.

- Walc wiosenny (piosenka); (Stanisław Fereszko-Seweryn Mendelson); Syrena Electro 9880.
- Miałam dziś sen (piosenka nastrojowa); (Stanisław Fereszko-Seweryn Mendelson); Syrena Electro 9880.

### 1938
W 1938 firma Syrena Record wyraziła zgodę na jej nagrania również dla firmy Odeon. Jerzy Gert, szef orkiestry w wytwórni Odeon zaproponował jej współpracę.
- Tango Notturno (tango z filmu Tango Notturno); (Hans-Otto Borgmann – Seweryn Mendelson), Odeon. Wiera Gran śpiewa wersję tekstu specjalnie dla niej napisaną przez Seweryna Mendelsona. Na płycie Syrena Record 2071 z nagraniem Mieczysława Fogga autorami tekstu są Józef Lipski oraz Władysław Szlengel.

- Tango Portugalskie (Jerzy Gert, Ryszard Frank – Zenon Friedwald)
- Wir tańca nas porwał (Friedrich Schröder – Seweryn Mendelson); Odeon.
- Zrozumiałam (tango)

### 1939
- Lambeth walk (Noel Gay, Douglas Furber – Andrzej Włast); Odeon 271550a
- Mexicana Odeon 271550b
- Gdy gitara gra piosenkę (Zaraza) Wiera Gran i Albert Harris (tango argentyńskie); Odeon 271536.
- Księżyc i ja
- Gdy miłość zapuka do drzwi
- Piosenka z filmu „On a Hajm-bal shuwe” śpiewana przez Bessy

### 1941–1942
W kawiarni Sztuka śpiewa Jej pierwszy bal, utwór skomponowany przez Władysława Szpilmana i ze słowami Władysława Szlengla na motywach walca To dawny mój znajomy z opery Ludomira Różyckiego Casanova.

### 1946
W 1946 roku dokonała w Poznaniu nagrań radiowych dla firmy Odeon. Od 9 listopada 1946 występowała w koncertach radiowych w warszawskiej rozgłośni Polskiego Radia.
- Nasza ulica, Odeon
- Ballada o marynarzu, Odeon

### 1949
- Jej pierwszy bal (Władysław Szpilman – Władysław Szlengel), Polskie Radio.

### 1951
Nagrała 3 płyty w firmie Ballada.
- Serce matki (tango) Ballada B.85 S51134 (po drugiej stronie płyty znajduje się utwór innego wykonawcy)
- Jak sen, jak baśń Tango (Alfred Scher – Aleksander Jellin), Orkiestra Taneczna Pavilon, dyr. Alfred Scher, Wiera Gran śpiew. Ballada B 81 – S.51.022 – S.51.024
- Tęskno mi (tango) (Adam Lewandowski[5] – Andrzej Włast) Ballada B 81 – S.51.022 – S.51.024

### 1957–1960
Kontrakt z francuska firmą Ducretet-Thomson – nagrała dla niej 15 piosenek na płytach 45 obr./min. Nagrała też w Wiedniu płytę długogrająca dla amerykańskiej firmy Westminster Vera Gran Sings (Westminster Record, Int AW 2524/2525), na której znalazło się 12 piosenek.
- List
- Bo to się zwykle tak zaczyna
- Studencka mansarda
- Święty Antoni
- Ulica Niecała
- Alma Llanera
- Mazowiecki wiatr
- Trzy listy
- Noche de ronda
- Zawołaj mnie (The Man I Love)
- Varsovie de mon enfance
- Si vous m’aimiez autant

### 1965
Dokonała nagrań radiowych w Warszawie, Nagrała płytę V. Gran śpiewa z zespołem Jerzego Abratowskiego dla Polskich Nagrań
- Jej pierwszy bal (Władysław Szpilman – Władysław Szlengel, Bronisław Brok), Polskie Radio.

### 2008
Legendarna Wiera Gran 1916-2007 (Polskie Nagrania)
- List (Eddie Courts – Wiera Gran, Seweryn Mendelson (Sewer))
- Gdy odejdziesz (Stanisław Fereszko – Józef Lipski)
- Piosenka o zagubionym sercu (Henryk Wars – Artur Maria Swinarski)
- Gdy w ramiona bierze mnie, La vie en rose (Louiguy – Krystyna Wolińska)
- Ciemna dziś noc (N. Bogoslavskij – Julian Tuwim)
- Samotna czekam (Henry Warren – Marian Hemar)
- Deszcz (Hopkins – Marian Hemar)
- To niewiele (Witold Elektorowicz – Antoni Słonimski)
- Fernando (Jerzy Gert – Zbigniew Drabik)
- Trzy listy (Leon Boruński – Jerzy Jurandot). Napisane w 1939 roku, wykonywane przez W. Gran w 1940.
- Maria Dolores (Garcia – Ref-Ren)
- Dwa serca (rosyjska melodia lud. – Jerzy Jurandot)
- Madonna (portugalska melodia lud. – Krystyna Wolińska)

oraz
- Bez śladu (Jerzy Petersburski – Wacław Stępień); Syrena-Electro, rok 1937.
- Tango Notturno (Hans-Otto Borgmann – Sewer), Odeon, rok 1938.
- Już wiem (Władysław Dan – Szer-Szeń, Emanuel Schlechter); Syrena-Electro, rok 1934.
- Wir tańca nas porwał (Friedrich Schröder – Sewer); Odeon, rok 1938.
- Jej pierwszy bal (Władysław Szpilman – Władysław Szlengel), Polskie Radio, rok 1949.

### Inne
Cztery przeboje z dawnych lat śpiewa Wiera Gran, rozprowadzane przez Bevco Music (Plainville, Mass. 02762); List (Eddy Courts – R. Sewer), Mazowiecki Wiatr (H. Wieniawski-Refren Konarski), To się zwykle tak zaczyna (Stanisław Fereszko, J. Schlechter), Święty Antoni (H. Wars – A. M. Swinarski).

## Tanga
| Tytuł                               | Rok  | Album               | Muzyka                     | Wykonawca    | Muzyka                      | Tekst                  | Opis |
| ----------------------------------- | ---- | ------------------- | -------------------------- | ------------ | --------------------------- | ---------------------- | --- |
| Nikt mnie umie kochać tak jak ty    | 1934 | Syrena Electro 7968 | Tango                      | Sylvia Green | Mieczysław Wróblewski       | Jerzy Nel              | Orkiestra gitar hawajskich. Wiktor Tychowski, Mieczysław Wróblewski dyrygenci.                                                          |
| Nie kocham cię!                     | 1934 | Syrena Electro 7969 | Tango                      | Sylvia Green | Wiktor Tychowski            | Jerzy Nel              | Orkiestra gitar hawajskich. Wiktor Tychowski, Mieczysław Wróblewski dyrygenci.                                                          |
| Zebyś ty mnie zrozumiał             | 1934 | Syrena Electro 7969 | Tango                      | Sylvia Green | Mieczysław Wróblewski       | Jerzy Nel              | Orkiestra gitar hawajskich. Wiktor Tychowski, Mieczysław Wróblewski dyrygenci.                                                          |
| Kto to wie                          | 1934 | Syrena Electro 7973 | Tango                      | Sylvia Green | Telo                        | B. Rald                | Orkiestra taneczna two. Syrena Rekord. Henryk Wars, dyrygent                                                                            |
| W płomiennym tangu                  | 1934 | Syrena Electro 7973 | Tango                      | Sylvia Green | A. Werner                   | Chrzanowski            | Orkiestra taneczna two. Syrena Rekord. Henryk Wars, dyrygent                                                                            |
| Grzech                              | 1934 | Syrena Electro 7974 | Tango                      | Sylvia Green | D. Bajgelman                | W. Jastrzębiec         | Orkiestra gitar hawajskich. Wiktor Tychowski, Mieczysław Wróblewski dyrygenci. Tango z teatru Jidische Bande oraz kino rewii Collosseum |
| Nie dręcz                           | 1934 | Syrena Electro 7974 | Tango                      | Sylvia Green | J. Zuck                     | J. Nel                 | Orkiestra gitar hawajskich. Wiktor Tychowski, Mieczysław Wróblewski dyrygenci.                                                          |
| Nigdy cię nie zapomnę               | 1934 | Syrena Electro 7975 | Tango                      | Sylvia Green | S. Fereszko-J. Krzewiński   | L. Brodziński          | Orkiestra gitar hawajskich. Wiktor Tychowski, Mieczysław Wróblewski dyrygenci. Tango z filumu Parada rezerwistów.                       |
| Daj mi tylko jedną noc              | 1935 | Syrena Electro 8274 | Tango                      | Wiera Gran   | Sz. Kataszek                | A. Jellin              | Orkiestra taneczna – Syrena Rekord. Iwo Wesby dyrygent                                                                                  |
| Wszystko już wiem                   | 1935 | Syrena Electro 8275 | Tango                      | Wiera Gran   | Z. Wiehler                  | Z. Wiehler             | Orkiestra taneczna – Syrena Rekord. Iwo Wesby dyrygent                                                                                  |
| Czy ty pamiętasz maleńką kawiarenkę | 1935 | Syrena Electro 8434 | Tango                      | Wiera Gran   | W. Krupiński                | T. Ortym               | Orkiestra taneczna – Syrena Rekord. |
| Odeszłaś jak sen                    | 1935 | Syrena Electro 8434 | Tango                      | Wiera Gran   | M. Fereszko                 | O. Org                 | Orkiestra taneczna – Syrena Rekord. |
| Nad kołyską                         | 1935 | Syrena Electro 8521 | Tango pieśń                | Wiera Gran   | F. Scher                    | Z. Friedwald           | Orkiestra taneczna – Syrena Rekord. |
| Orchidea                            | 1935 | Syrena Electro 9407 | Tango                      | Wiera Gran   | V. Yeomans                  | Jerry                  | Orkiestra Syrena Rekord. |
| Ty jeszcze wrócisz do mnie          | 1935 | Syrena Electro 9408 | Tango                      | Wiera Gran   | J. Front, S. Fereszko       | A. Jellin, A. Połoński | Orkiestra Syrena Rekord. |
| Serce                               | 1935 | Syrena Electro 9409 | Tango                      | Wiera Gran   | I. Dunajewski               | T. Ortym               | Orkiestra Syrena Rekord. Tango z filmu Świat się śmieje.                                                                                |
| Do widzenia                         | 1935 | Syrena Electro 9409 | Tango pożegnalne           | Wiera Gran   | Z. Karasiński, Z. Friedwald | J. Landau              | Orkiestra Syrena Rekord. |
| Tak smutno mi bez ciebie            | 1935 | Syrena Electro 9410 | Czarna melancholia. Tango. | Wiera Gran   | F. Scher                    | A. Jellin              | Orkiestra Syrena Rekord. |
| Daruj mi tę noc                     | 1935 | Syrena Electro 9410 | Tango                      | Wiera Gran   | Z. Lewandowski              | B. Końskowolski        | Orkiestra Syrena Rekord. |
| Jeszcze raz                         | 1936 | Syrena Electro 9631 | Tango                      | Wiera Gran   | S. Fereszko, J. Krzewiński  | L. Brodziński          | Henryk Gold skrzypce, Stanisław Fereszko fortepian                                                                                      |
| Bez śladu twa wielka miłość minie   | 1937 | Syrena Electro 9795 | Tango                      | Wiera Gran   | J. Petersburski             | W. Stępień             | Stanisław Fereszko fortepian |
| Gdy odejdziesz                      | 1937 | Syrena Electro 9795 | Tango                      | Wiera Gran   | S. Fereszko                 | J. Lipski              | Stanisław Fereszko fortepian |
| Gdy serce mówi tak                  | 1937 | Syrena Electro 9797 | Tango                      | Wiera Gran   | S. Fereszko                 | Sewer                  | Stanisław Fereszko fortepian |